# Pine Forest, Texas
Pine Forest là một thành phố thuộc quận Orange, tiểu bang Texas, Hoa Kỳ. Năm 2010, dân số của xã này là 487 người.

## Dân số
- Dân số năm 2000: 632 người.
- Dân số năm 2010: 487 người.